# Walter Rethel
Walter Karl Paul Rethel (Wesel, 15 augustus 1892 – 1977) was een Duits vliegtuigontwerper.
Al tijdens de Eerste Wereldoorlog werkte Rethel als ingenieur bij Kondor. Begin jaren twintig werkte hij korte tijd voor de Nederlandsche Automobiel- en Vliegtuig Onderneming (NAVO)., en vervolgens bij Fokker, waar hij de Fokker B.I (een vliegboot) en de Fokker F.VII ontwierp. Hierna werkte Rethel voor Arado Flugzeugwerke in Duitsland. Onder druk van de Reichswehr werd hij begin 1932 vervangen door Walter Blume. Rethel ging bij Messerschmitt werken, waar hij hoofdingenieur was bij het ontwerpen van de legendarische Bf 109.